# Eloise Wilkin
 (janvier 2019).
Si vous disposez d'ouvrages ou d'articles de référence ou si vous connaissez des sites web de qualité traitant du thème abordé ici, merci de compléter l'article en donnant les références utiles à sa vérifiabilité et en les liant à la section « Notes et références ».
Pour les articles homonymes, voir Wilkin.
Eloise Wilkin, de son vrai nom Eloise Margaret Burns, née le 30 mars 1904 à Rochester, dans l'État de New York et morte le 4 octobre 1987 à Brighton, dans l'État de New York, est une romancière américaine.

## Biographie
Elle est diplômée du Rochester Institute of Technology en 1923. Elle signe son premier contrat en 1944 avec la compagnie Little Golden Books.  
Elle décède le 4 octobre 1987, des suites d'un cancer.